# Iconografia cristiana delle origini

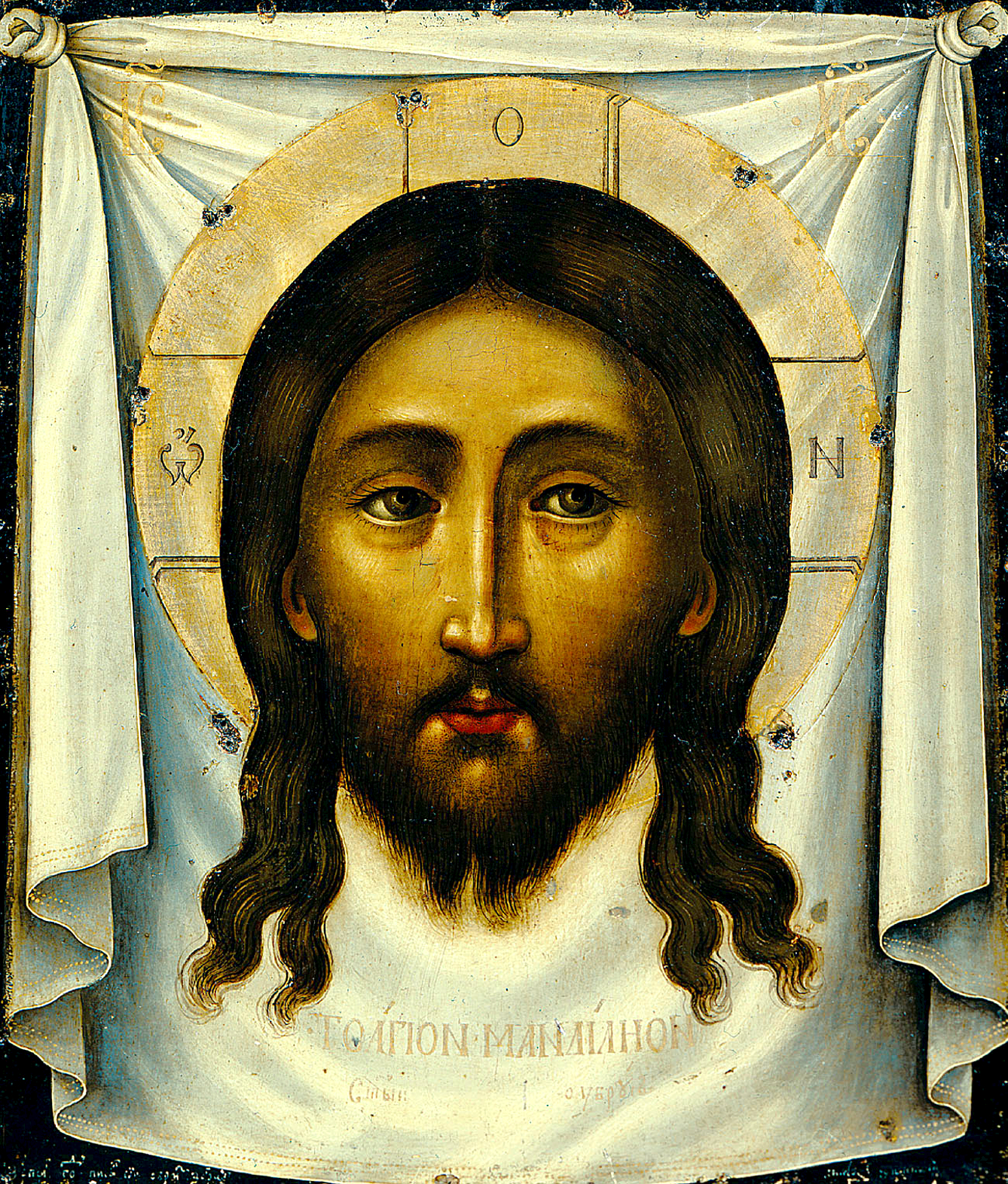
Immagine acheropita del Salvatore: una tradizionale tipologia iconografica ortodossa nell'interpretazione di Simon Ushakov (1658)

La nascita e lo sviluppo dell'iconografia cristiana nei primi secoli può essere compresa solo alla luce della concezione che ebrei, greci e romani avevano delle immagini.

## L'iconografia religiosa giudaica

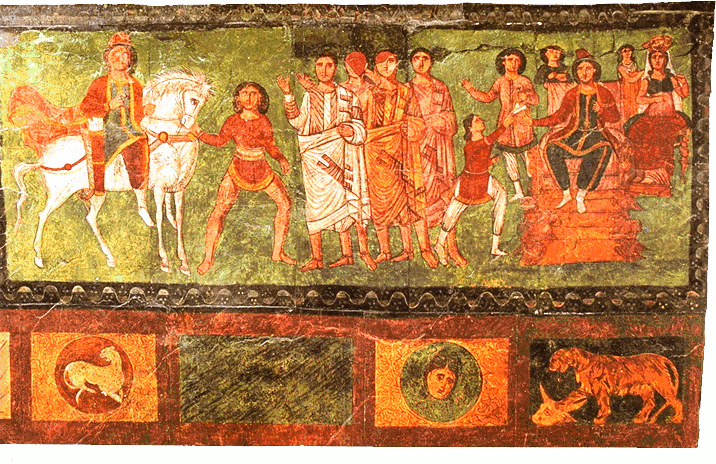
Affreschi nella sinagoga di Dura Europos (III secolo)

L'atteggiamento ebraico verso le immagini fu determinato principalmente dalla proibizione biblica di fare immagini della divinità (Es 20, 3-4). Dal tempo dei Maccabei, quando il giudaismo si sentì minacciato dall'ellenismo, questa proibizione venne applicata in modo estensivo e sistematico, influenzando molti secoli dopo anche l'islamismo. La proibizione, cioè, venne per lo più intesa come riguardante qualunque tipo di immagine e templi e sepolcri furono prevalentemente decorati con pura ornamentazione, escludendo ogni raffigurazione.
Questo atteggiamento, tuttavia, non fu esclusivo, dato che Es 20, 23 e Deut 27, 15 sembrano limitare la proibizione alla costruzione di idoli, cioè alla rappresentazione degli dei. Diversi testi biblici, inoltre, documentano l'utilizzo di immagini non divine nel culto degli antichi israeliti (Es 25, 18; 1 Re 6, 23; Num 21, 8-9; Ez 40, 16-31 ecc; Ez 41,18).
Nel periodo tardo antico l'utilizzo di immagini nelle sinagoghe è stato molto ampio per l'uso di decorarle non solo con affreschi (la cui conservazione è molto rara), ma anche con mosaici pavimentali. Molto noti sono gli apparati iconografici delle sinagoghe di Dura Europos in Mesopotamia (III secolo d.C.), che è particolarmente ricco e sembra precorrere l'arte bizantina, e in Palestina quelli di Hammat Tiberias e Beth Alpha (VI secolo). Sempre nuove decorazioni musive vengono scoperte fra cui recentemente (2007) in una sinagoga del III-IV secolo scoperta a Khirbet Wadi Hamam (Tiberiade).

## L'iconografia cristiana

il pesce è un tipico simbolo di Gesù Cristo

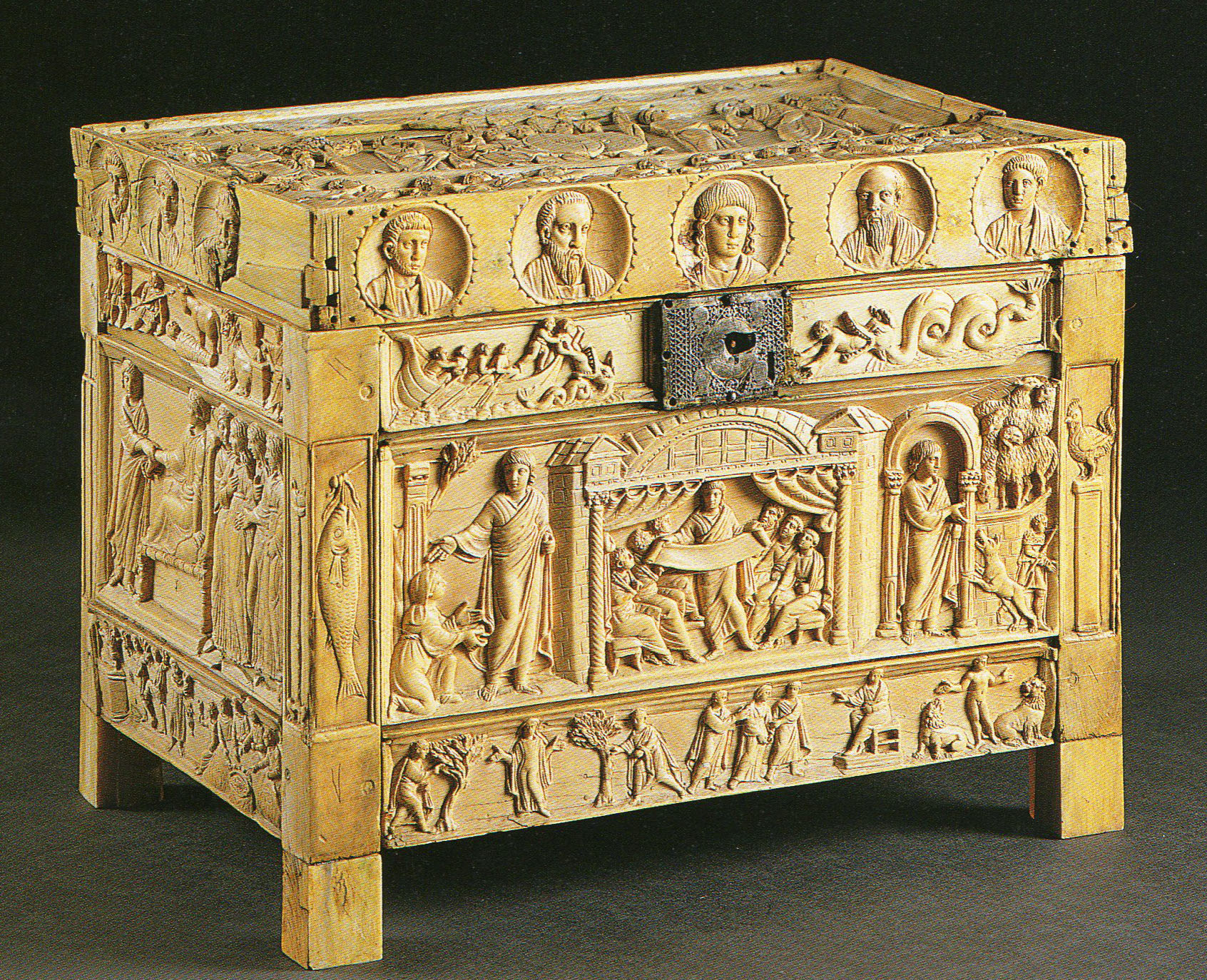
Lipsanoteca di Brescia, avorio, IV secolo. I lati e il coperchio sono istoriati con scene della vita di Cristo, episodi dell'Antico e Nuovo Testamento e simboli cristiani.

I primi cristiani seguirono rigorosamente le limitazioni giudaiche sull'utilizzo di immagini. 
Nel canone 36 del concilio di Elvira (303-306) si prescrive esplicitamente: Ci è sembrato bene che nelle chiese non ci devono essere pitture, in modo che non sia dipinto sui muri ciò che è onorato e adorato.
Nelle pitture delle catacombe compaiono volti, nello stile dei ritratti delle mummie del Fayyum, ma essi non sono immagini di culto: non vengono venerati perché non raffigurano Cristo o la Vergine.
Un ulteriore motivo per cui nei primi secoli cristiani furono molto rare le immagini e addirittura i simboli cristiani fu il timore delle persecuzioni. Anche le catacombe erano luoghi pubblici e i riferimenti alla religione cristiana dovevano essere celati dietro allusioni comprensibili solo ai fedeli.
L'evoluzione stessa dell'arte romana dal classicismo dell'età degli Antonini ad una forma di espressionismo favorì lo sviluppo nelle catacombe di un'arte simbolica: i cristiani adottarono molti temi iconografici romani, interpretandoli in modo allusivo. Ad esempio il tema evangelico del Buon Pastore poté essere rappresentato come Ermes. I cristiani, inoltre, quando necessario, crearono nuovi simboli: la vigna evangelica, mistero della vita di Dio nei battezzati e soprattutto il pesce, che già per i giudei era simbolo del nutrimento messianico. Ora la parola greca (ἰχθύς) fu interpretata come un acrostico e ogni lettera (i-ch-th-u-s) fu riferita a Cristo: Ιesous Christοs Τheou Hyios Soter (Gesù-Cristo-di Dio-Figlio- Salvatore).
Anche nei secoli successivi, quando Cristo o la Vergine vennero rappresentati esplicitamente, l'iconografia pagana fu matrice di quella cristiana: le scene di apoteosi suggerirono rappresentazioni dell'Ascensione; all'imperatore o all'imperatrice in trono corrispondono Cristo o la Vergine fra angeli o santi; l'ingresso di Cristo in Gerusalemme ricorda l'adventus, l'ingresso trionfale del sovrano, ecc.
La sostituzione di immagini di Cristo alle rappresentazioni simboliche fu soprattutto in Occidente un fenomeno lento, in cui gli imperatori bizantini giocarono un ruolo importante. I cristiani mostrarono una certa inerzia, se non una vera e propria resistenza, tanto che nel concilio Quinisesto (691) (convocato a Costantinopoli dall'imperatore Giustiniano II senza la partecipazione e quasi in antitesi col papa Sergio I) si ritenne opportuno prescrivere esplicitamente col canone 82: decidiamo che in avvenire si dovrà rappresentare Cristo nostro Dio sotto la sua forma umana al posto dell'antico Agnello.

## Il ruolo delle immagini nel mondo ellenistico
Presso i greci, come per altri popoli orientali, l'immagine aveva un carattere misterioso, quasi magico. Parecchie immagini, come quella di Atena o di Artemide di Efeso erano ritenute “”non fatte da mano d'uomo” e discese dal cielo. Si servivano loro dei pasti, le si ornava di fiori e le si onorava con riti d'unzione e di abluzione. Per poter conquistare Troia Ulisse e Diomede dovettero rubare il Palladio, che proteggeva la città. Esso era una statua di Pallade Atena, caduta dall'Olimpo. Secondo Virgilio il Palladio fu portato da Enea a Roma dove era custodito e manteneva la sua funzione protettrice. Costantino lo portò a Costantinopoli, seppellendolo sotto la sua colonna.
Sull'esempio dell'oriente ellenistico, anche a Roma i ritratti dei sovrani erano l'oggetto di un culto di adorazione, che sotto Caligola fu reso obbligatorio per legge. La presenza dell'immagine dell'imperatore aveva anche una funzione giuridica. In tribunale l'immagine imperiale conferiva autorità sovrana al giudice. Anche l'atto di sottomissione di una città tramite la consegna delle chiavi acquistava valore giuridico solo se l'imperatore era presente in persona o in effigie.
Questo contesto culturale motiva l'interesse per la riproduzione del volto di Cristo e della Vergine Maria, che si sviluppò dopo la conversione al cristianesimo di Costantino.

## Costantino e il volto di Cristo

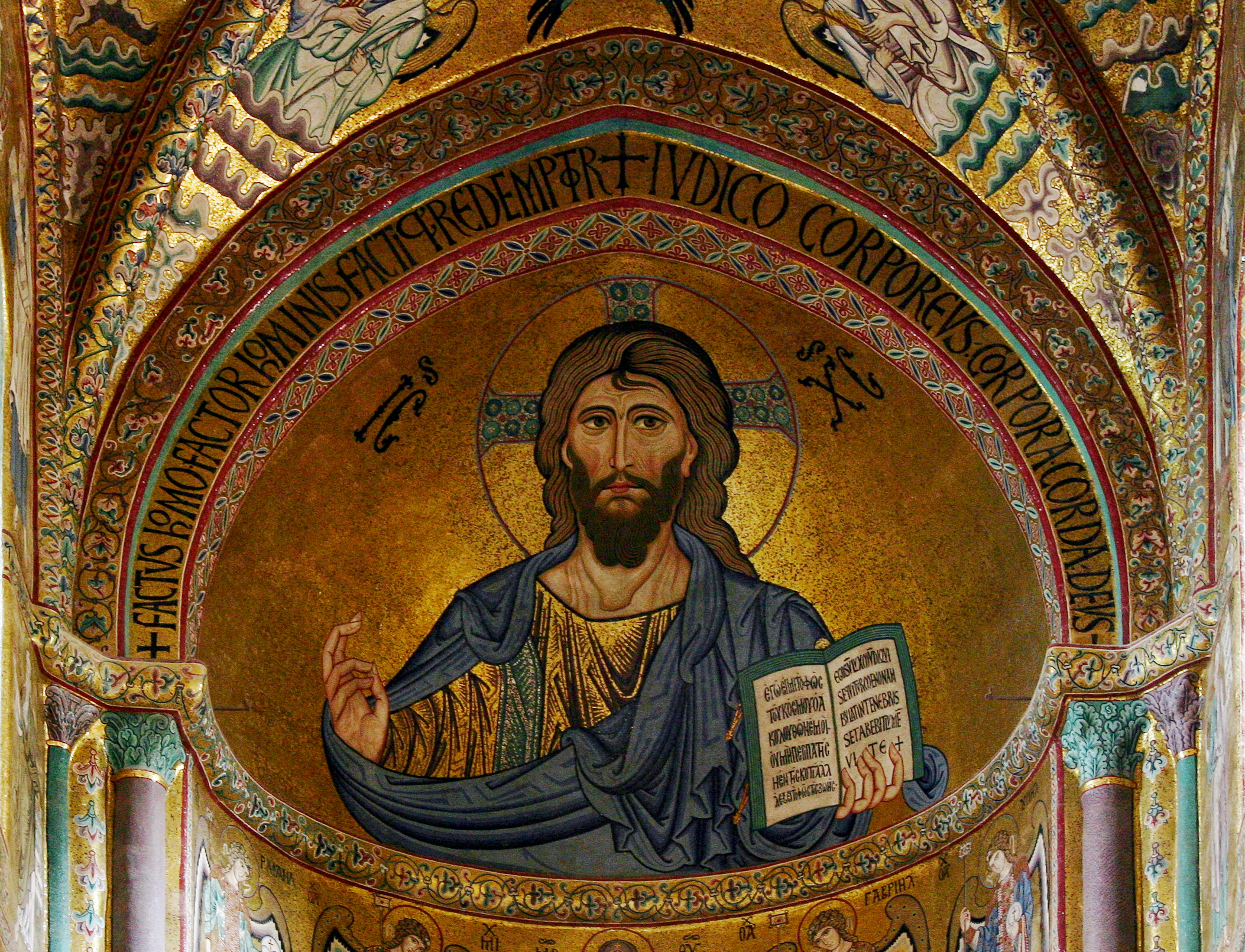
Cristo Pantocratore: Mosaico della basilica di Cefalù. L'indice e il medio uniti rappresentano l'unione inseparabile della natura umana e divina del Cristo, mentre l'unione delle altre tre dita allude al dogma trinitario

L'atteggiamento dell'imperatore Costantino I nei confronti della religione sembra essere stato deliberatamente ambiguo, almeno fino a quando non conquistò il potere assoluto sconfiggendo Licinio (323). La gravissima tragedia, che colpì la famiglia imperiale nel 326, sembra aver avuto conseguenze importanti sull'atteggiamento religioso di Costantino e di sua madre, l'augusta Elena.
Costantino ed Elena diedero avvio alla costruzione di quattro edifici sacri nei principali centri della cristianità:
- la Basilica di San Pietro in Vaticano
- la Basilica del Santo Sepolcro di Gerusalemme
- la Basilica della Natività di Betlemme
- il Duomo di Treviri (Treviri era la seconda capitale dell'Impero Romano d'Occidente)

Simultaneamente Costantino ed Elena fecero costruire una nuova capitale in Oriente, Costantinopoli, dove furono edificate la basilica di Santa Sofia e la Chiesa dei Santi Apostoli, in cui Costantino venne sepolto.

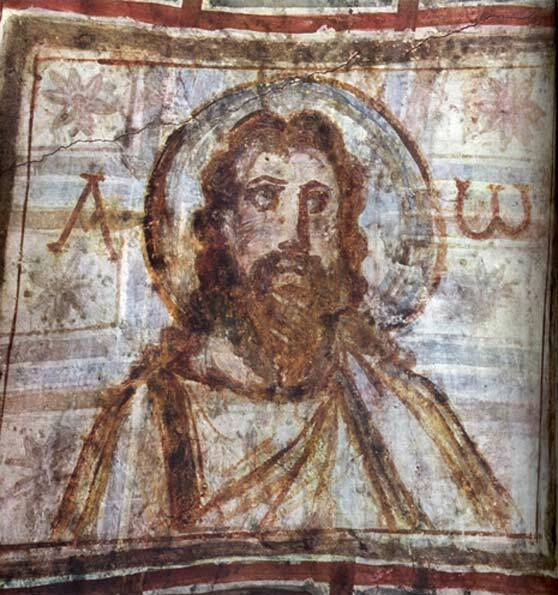
Cristo barbuto, immagine del IV secolo dipinta nelle catacombe di Commodilla

Benché anziana (aveva 77-78 anni e sarebbe deceduta l'anno successivo), nel 327 Elena viaggiò sino a Gerusalemme per recuperare le principali reliquie di Cristo, fra cui frammenti del legno della croce, i chiodi e alcune spine. L'interesse dell'imperatrice per le reliquie era forse stato sollevato da Eusebio di Cesarea. L'interesse anche per un'immagine prototipale del volto di Cristo (cioè diversa da quelle convenzionali dell'arte romana, come "il buon pastore" o "il filosofo", utilizzate sino ad allora per alludere a Cristo) nacque in questo clima, ma si scontrava verosimilmente col timore di produrre un idolo, cioè una rappresentazione della divinità fatta da mano d'uomo. Figlie di questi timori sono le leggende, presenti per la prima volta in scritti del VI secolo, su immagini del volto di Cristo di origine miracolosa, dette "achiropite" ("αχειροποίητα" è una parola greca, che significa appunto icona "non fatta da mano d'uomo". Il termine intende stabilire una netta distinzione fra l'icona e gli idoli, di cui l'antico testamento evidenzia sistematicamente che sono opera delle mani dell'uomo). Si trattò di immagini impresse su tessuti e perciò chiamate spesso "mandilio", termine derivato dal greco "τò μανδύλιον", che a sua volta viene dall'arabo mandil o mendil, "asciugatoio", "sudario".
Uno di questi mandili era custodito a Kamuliana, in Cappadocia, ma venne trasportato a Costantinopoli nel 554, ove probabilmente scomparve durante l'iconoclastia. Venne sostituita nel suo ruolo di palladio della città con l'immagine acheropita di Edessa, trasportata a Costantinopoli nel 944. Non abbiamo copie di queste immagini, entrambe perdute, ma possiamo supporre che esse siano state le fonti d'ispirazione di innumerevoli raffigurazioni di un Cristo barbuto e con i capelli lunghi, molte delle quali sono caratterizzate da identici rapporti somatici evidenziati da Andreas Resch. Le proporzioni, invece, degli innumerevoli "Cristo Pantocratore" delle chiesa bizantine sono diverse ed ereditano schemi iconografici della Roma imperiale .

Monogramma di Cristo

Per l'iconografia è irrilevante se il telo achiropita (detto Mandylion sino all'anno mille e sindone nei due secoli successivi sino alla sua scomparsa), consistesse nel sudario in cui era stato avvolto il corpo di Cristo, nel telo deposto sul suo volto o nel Velo della Veronica, che aveva asciugato il sangue e il sudore dal volto di Gesù durante la salita al calvario. Neppure è importante se esso coincida o meno con la Sacra Sindone di Torino, con il Volto Santo di Manoppello o con qualcuna delle altre reliquie giunte sino a noi. Il punto chiave è che gli imperatori bizantini si dotarono di quanto di più simile potesse esserci ad un ritratto del volto di Cristo. 
Essi diedero all'icona di Cristo un valore di simbolo efficace, in accordo con la tradizione giuridica romana sull'efficacia della presenza imperiale in effigie, e dal VII secolo la misero anche sugli stendardi militari (nel 622 l'imperatore Eraclio portò lui stesso questa immagine e la mostrò alle truppe prima della battaglia contro i persiani). Sino ad allora lo stendardo imperiale, o labaro, aveva impresso solo il monogramma di Cristo (chi-rho); testimonianza della stessa fiducia nei segni efficaci, in accordo con l'invito ad esporre il simbolo di Cristo sulle insegne militari, rivolto a Costantino prima della battaglia di Saxa Rubra ("In hoc signo vinces").
Questa concezione del simbolo efficace passò anche nella pietà popolare e a partire dal IV e V secolo diede origine a quell'interesse talvolta morboso per reliquie e immagini, contro cui si scagliarono secoli dopo in Oriente gli iconoclasti e in Occidente i riformatori protestanti.

## Elia Pulcheria e il volto di Maria

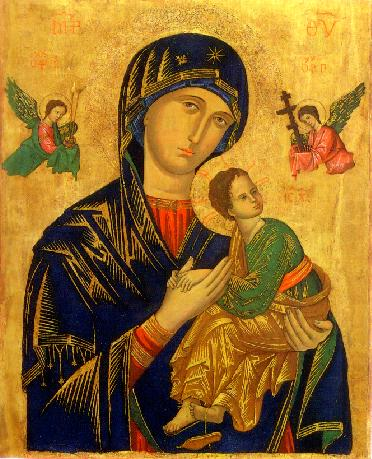
Madonna del Perpetuo Soccorso - Roma Sant'Alfonso De Liguori. È una Madonna della Passione, una variante di Odeghitria.

La ricerca di un volto prototipale per Maria ha luogo un secolo più tardi. Occorre attendere il concilio di Efeso (431), in cui si discusse del mistero dell'unione della divinità e dell'umanità di Cristo. La conclusione, ribadita dal concilio di Calcedonia (451), fu riassunta con la formula dell'unione di due nature [inconfuse e immutate (contro i monofisiti), indivise e inseparabili (contro i nestoriani)], ambedue concorrenti in una persona e una ipostasi. Corollario di questa unione inscindibile delle due nature di Cristo era la "promozione" di Maria al ruolo di Madre di Dio ossia Theotokos e non solo di madre del corpo umano in cui il Verbo si era incarnato. Anche Maria poteva ora salire agli onori degli altari, senza che ciò sembrasse blasfemo.
Le conclusioni del concilio di Efeso e la convocazione del concilio di Calcedonia sono attribuite alla sintonia fra il papa e Elia Pulcheria, sorella maggiore dell'imperatore Teodosio II. Dopo il concilio di Efeso Pulcheria fece erigere in Costantinopoli tre chiese dedicate a Maria e a custodirne le reliquie: Santa Maria Odighitria, Santa Maria delle Blacherne e Santa Maria delle Calcopratie. La più importante icona era quella Odighitria, che secondo Teodoro il Lettore (che scrive nel 520) sarebbe stata trovata in Palestina nel 438 da Eudocia, moglie di Teodosio II e subito inviata a Costantinopoli. Nelle altre due chiese, invece, erano custoditi il mantello (Maphorion) della Vergine e la sua cintura (quella donata a San Tommaso, di cui esiste anche una reliquia a Prato). Le icone venerate in queste tre chiese furono prototipi imitati innumerevoli volte in cappelle e santuari di tutta la cristianità. Il mantello e la cintura della Vergine diventarono ingredienti importanti anche dell'iconografia occidentale.
Secondo Teodoro l'esecuzione della Odighitria era dovuta a San Luca, l'evangelista che parla più diffusamente dell'infanzia di Gesù, riferendo notizie che secondo la tradizione solo Maria poteva avergli raccontato. Si potrebbe pensare che l'evangelista sia stato trasformato anche in pittore a garanzia che l'icona era un vero ritratto (e perciò assicurava una presenza più "efficace"). Il colorito scuro della Madonna Odighitria (considerata una Madonna Nera) rende possibile anche una diversa interpretazione: l'attribuzione a San Luca non sarebbe sorta per indicare il pittore ma per caratterizzare il significato dell'icona. Come conferma anche il colorito della carnagione della Vergine (il nero, infatti, è simbolo di dolore), una "Madonna di San Luca" sarebbe una madonna addolorata (cfr. il versetto 2, 35 del vangelo di Luca).

L'icona dell'Odighitria fu per secoli il "palladio" di Costantinopoli. Dopo le preghiere a lei rivolte nel 626 una tempesta fece arenare proprio davanti alla grande chiesa di Santa Maria delle Blacherne la flotta persiana che assediava Costantinopoli. Eventi analoghi ebbero luogo nei decenni successivi. L'icona andò perduta durante la conquista Turca di Costantinopoli, ma ne conosciamo l'apparenza dalle molte riproduzioni antiche. Recentemente, poi, Margherita Guarducci ha fornito affascinanti motivazioni per credere che l'icona sia proprio quella oggi venerata ad Avellino nel santuario della Madonna di Montevergine.

 La tipologia della Odighitria fu molto utilizzata e diede luogo anche ad alcune varianti. Ad esempio nelle "Madonne della Passione" il Bambino sembra aver avuto un presentimento della Passione ed essersi rivolto alla madre per conforto. Anche la tipologia "Eleusa" (compassionevole), la tipologia di icona più diffusa, può ricordare la Odighitria; l'enfasi però è sull'atteggiamento di compianto della Vergine verso Gesù Bambino.
Notevolmente diversa, invece, è la tipologia chiamata Platytera: la theotókos è in posizione frontale con le mani alzate in segno di preghiera e di accettazione; sul petto è dipinto Gesù Bambino all'interno di un clipeo. L'icona rappresenta la Vergine Maria durante l'Annunciazione nel momento in cui risponde "Sia fatto secondo le tue parole" (Luca, 1, 38), il momento del concepimento di Gesù. Il Bambino non è rappresentato come un feto ma con colori e simboli che ricordano la sua gloria divina e/o entrambe le nature e il suo ruolo di maestro.
Questo tipo di icona è detto poeticamente "Platytera" (dal greco: Πλατυτέρα, più ampia); accogliendo, infatti, nel suo grembo il Creatore dell'Universo Maria è diventata "Platytera ton ouranon" (Πλατυτέρα των Ουρανών): "Più ampia dei cieli". La Platytera è un motivo iconografico riprodotto usualmente sul catino dell'abside delle chiese ortodosse.
Le lettere ΜΡ ΘΥ, poste spesso a sinistra e a destra sopra il capo di Maria sono una abbreviazione per ΜΗΤΗΡ ΘΕΟΥ, "Madre di Dio".

## Le prime immagini del Crocifisso
Le più antiche rappresentazioni sono su un pannello del portone della Basilica di Santa Sabina a Roma (V secolo) e su una scatola d'avorio del 420-430, conservata al British Museum di Londra. Nel V secolo comparirà nei mosaici ravennati e nell'abside delle basiliche paleocristiane la croce gemmata, che allude a Cristo in gloria. Molto frequente è anche l'immagine dell'Albero della Vita (ad esempio nella basilica di San Clemente a Roma).
Tutte queste raffigurazioni sono successive all'abolizione della pena dalla croce da parte dell'imperatore Teodosio I. Prima di allora, infatti, l'immagine del Messia crocefisso poteva più facilmente intimorire i neofiti, suscitare il disprezzo dei pagani e scandalizzare gli ebrei (cfr. 1Corinti 1-23). La rappresentazione inoltre del corpo di Cristo appeso in croce era controversa anche a motivo delle dispute monofisite. Non sorprende, quindi, che anche nell'immagine di Santa Sabina solo le mani sembrino inchiodate.
Occorre attendere il concilio in Trullo (696) perché la Chiesa ordini di rappresentare il Cristo nella sua umanità sofferente. La raffigurazione nelle grandi croci dell'arte romanica comparirà secondo una duplice tipologia: il Christus Triumphans, cioè trionfante sulla morte, come in Santa Sabina e il Christus patiens, sofferente, prediletto dai francescani.

## Una teologia dipinta
Sin dalla fine del IV secolo, quando il paganesimo cessò di essere un pericolo reale, l'arte sacra come strumento didattico ebbe eloquenti difensori fra i padri della chiesa nella persona di san Giovanni Crisostomo, san Gregorio di Nissa, san Cirillo di Alessandria e soprattutto san Basilio. La rappresentazione a fini di culto del volto di Gesù e di Maria, invece, pose qualche problema e richiese l'elaborazione di una teologia delle icone. Già Eusebio di Cesarea aveva rifiutato a Costantino di fare ricerche per trovare un'immagine di Cristo, dichiarando che è impossibile rappresentare l'umanità divinizzata di Gesù Cristo, perché essa è inafferrabile (à-leptos), incomprensibile. Qualsiasi rappresentazione separerebbe l'umanità dal divino. Questa argomentazione sarà ripresa dagli iconoclasti.
La diffusione delle icone sotto la spinta dell'esempio imperiale impose alla chiesa di trasformare l'icona in una enunciazione del mistero cristologico. Non è, quindi, casuale il fatto che in greco e in russo una icona non venga "dipinta", ma "scritta": «come la parola scritta, l'icona insegna la verità cristiana: è una teologia in immagini». Molti aspetti formali di questa dimensione teologica sono evidenti anche al profano che non ne conosce il significato. Si pensi ad esempio all'intreccio delle dita del Cristo Pantocratore, che sono un "memento" della trinità di Dio e della doppia natura - divina e umana - del Cristo. Analogamente il braccio della madonna odighitria è in posizione "sagittale", punta cioè a Gesù come una freccia indicatrice. In un solo gesto sono riassunti i rapporti fra la creatura Maria e la divinità: Maria mostra la strada per giungere a Gesù (questa è anche una delle molte etimologie della parola "odighitria", da "odos", in greco "strada"). Altrettanto sorprendente, per noi moderni abituati a rappresentazioni naturalistiche, è l'aspetto adulto di Gesù Bambino, talvolta quasi raggrinzito. Si tratta, probabilmente, di una allusione biblica a Daniele 7 dove è descritto un puer-senex, fanciullo-vecchio.
Se obiettivo dell'icona è rappresentare una verità di fede, i dipinti non possono essere la meditazione individuale di un artista; pertanto ogni icona è un'interpretazione teologicamente fedele di un prototipo, senza nulla concedere al livello artistico e alla ricerca di nuove forme. L'artista non si pone il problema della somiglianza con la natura, nonostante l'erudizione e l'interesse dei bizantini per le scienze, perché l'immagine deve rappresentare verità eterne. Il centro della rappresentazione diventa il volto, luogo della presenza dello spirito. La carnagione non è più rosea, come nell'antichità, ha toni caldi tendenti all'ocra: l'artista rifiuta di creare l'illusione di una presenza nello spazio naturale, perché la rappresentazione vuole sollecitare una evocazione interiore. L'attenzione è concentrata sullo sguardo, perché secondo Giovanni Mauropo un buon artista deve rappresentare anche l'anima.